# جوشوا ويلكينسون
جوشوا ويلكينسون (بالإنجليزية: Joshua Wilkinson)‏ هو لاعب كرة قدم بريطاني (وحمل سابقاً جنسية المملكة المتحدة لبريطانيا العظمى وأيرلندا) في مركز حراسة المرمى، ولد في 14 سبتمبر 1897 في غلاسكو في المملكة المتحدة، وتوفي بنفس المكان في 14 نوفمبر 1921. لعب مع نادي دمبرتون ونادي رينجرز.